# Lepraria normandinoides
Lepraria normandinoides är en lavart som beskrevs av Lendemer & R. C. Harris. Lepraria normandinoides ingår i släktet Lepraria och familjen Stereocaulaceae.   Inga underarter finns listade i Catalogue of Life.